# التقاويم اليونانية القديمة

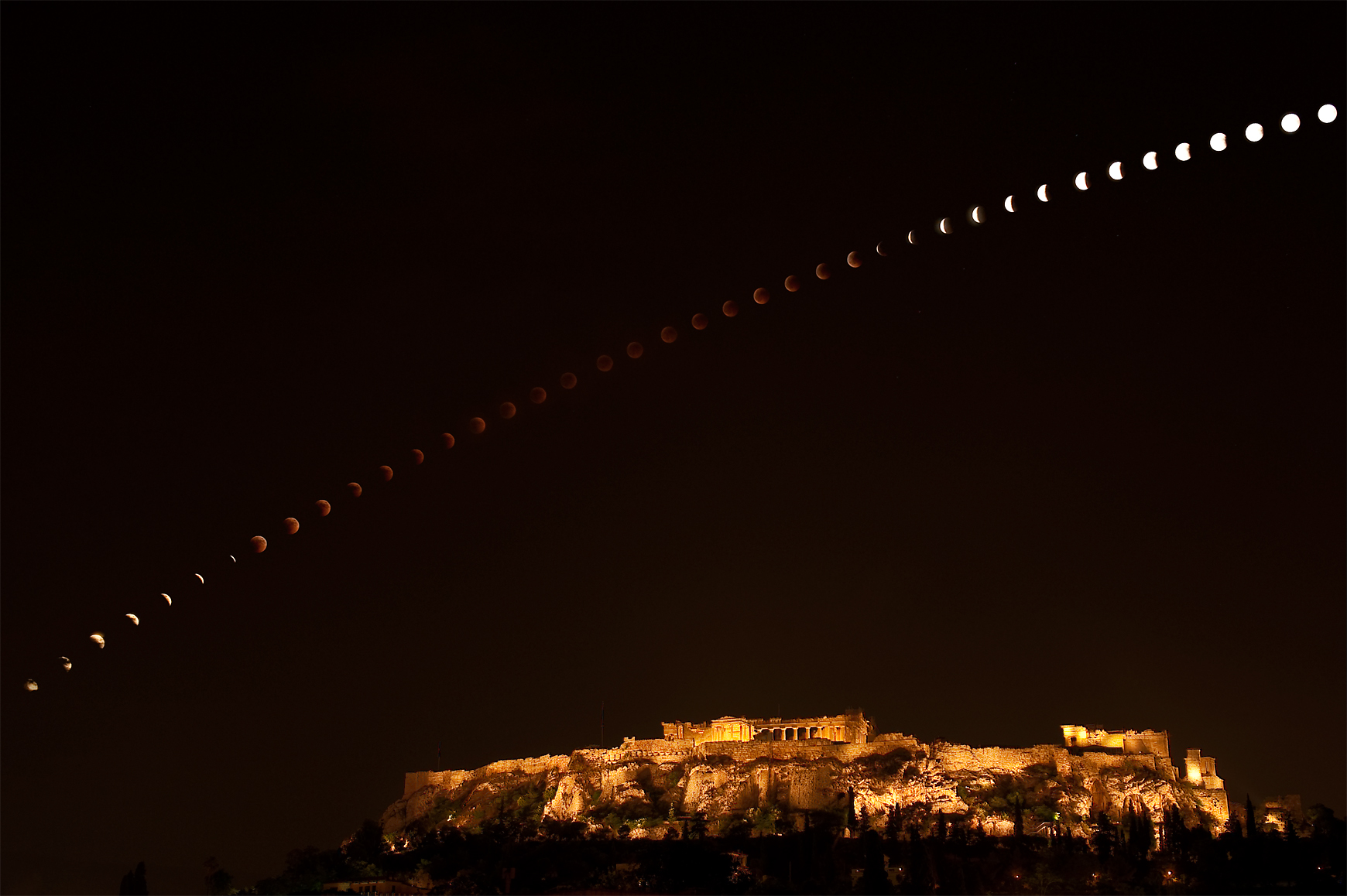

تبدأ معظم التقاويم اليونانية القديمة بين الخريف والشتاء في مختلف ولايات اليونان باستثناء تقويم مدينة أثينا الذي يبدأ في الصيف. قسّم الإغريق السنة إلى اثني عشر شهرًا قمريًا في أوائل عصر هوميروس ولم يُذكَر إضافة أي يوم أو شهر كبيس إلى الإثني عشر شهرًا من 354 يومًا. قُسِّمَ الشهر إلى فترات حسب أطوار القمر بصرف النظر عن تقسيمه إلى أيام.
اختلف الشهر الذي تبدأ فيه السنة وكذلك أسماء الأشهر بين الولايات؛ ولم يكن للأشهر أسماء في بعض الولايات بل كانت تُميَز عدديًا فقط كالشهر الأول والثاني والثالث والرابع وما إلى ذلك.
يمتلك تقويم دلفي أهمية بالغة في إعادة بناء التقاويم اليونانية الإقليمية نظرًا لوجود العديد من الوثائق التي تثبت إعتاق العبيد والمؤرخة في تقويم دلفي والتقويم الإقليمي على حد سواء.

## التقاويم حسب المنطقة

### التقويم الأيتولي
عرض دوك أشهر التقويم الأيتولي في عام 1932 اعتمادًا على الأدلة التي حصل عليها نيتيتسكي عام 1901 من وثائق إعتاق العبيد الموجودة في دلفي والتي يرجع تاريخها إلى القرن الثاني قبل الميلاد.
أسماء الأشهر هي:
- بروكوكليوس
- آثانيوس
- فوكاتيوس
- زيوس
- يوثييوس
- هومولويوس
- هيرمايوس
- ديونوسيوس
- آغييوس
- هيبودروموس
- لافراييوس
- بناموس

يقابل الشهر الكبيس زيوس شهر بويتروبيوس في تقويم دلفي أما شهر فوكاتيوس فيقابله دادافوريوس بينما شهر فوكاتيوس في تقويم دلفي هو بناموس في التقويم الأيتولي.

### التقويم الآرغولي
- إرمايوس
- آرنايوس
- _
- _
- _
- بناموس
- آجييوس
- كرنيوس
- _
- _
- _
- _

### التقويم الأثيني
- هيكاتومبييون
- ميتاجيتنيون
- بويدروميون
- بيانيبسيون
- ميماكتريون
- بوسيديون
- كاميليون
- انثستريون
- إيلافيبوليون
- مونيشيون
- ثارجيليون
- سكيروفوريون

### التقويم البويوتياني
- فوكاتيوس
- هيرمايوس
- بروستاتريوس
- آغريونيوس
- هومولويوس
- ثيلوثيوس
- هيبودروميوس
- بناموس
- بامبويوتيوس
- داماتريوس
- الكومينيوس
- _

### تقويم آلية أنتيكيثيرا
يُعرَف أيضًا بتقويم كورنثي. تُحدَد أشهر هذا التقويم وترتيبها من خلال تسلسل الساعة الفلكية لآلية أنتيكيثيرا.
- فينيكايوس
- كرانيوس
- لانوتروبيوس
- ماتشانيوس
- دوديكاتيوس
- أوكليوس
- أرتيميسيوس
- بسيدريوس
- كاميليوس
- آغريونيوس
- بناموس
- أبيلايوس

### التقويم الكريتي
- ثيسموفورييون
- هيرمايوس
- ايمانيوس
- متارشيوس
- آجييوس
- ديوكوروس
- ثيودوسيووس
- بونتيوس
- رابينثيوس
- هبربيريتوس
- نيسيسيوس
- باسيليوس

### تقويم دلفي
- فوكاتيوس
- هيرايوس
- أبيلايوس
- _
- دادافوريوس
- بويتروبيوس
- بيسيوس
- أرتيميسيوس
- هيراكليوس
- بواثوس
- إيلايوس
- ثيوكسينيوس

### التقويم الإلياني
- _
- ابولونيوس
- بارثينيوس
- الفينيوس
- آثانيوس
- ثويوس
- _
- ديوثوس
- _
- ايلافيوس
- _
- _
- _

### التقويم الإبيداوروسي
- ازوسيوس
- كرنيوس
- براراتيوس
- إرمايوس
- جاموس
- تيليتوس
- بوسيدايوس
- ارتاميسيوس
- آغريونيوس
- بناموس
- كوكليوس
- أبيلايوس

### التقويم اللاكوني
- بناموس
- هيراسيوس
- أبيلايوس
- ديوثيوس
- _
- اليسينيوس
- غيراستيوس
- ارتاميسيوس
- ديلفينيوس
- فيلياسيوس
- هيكاتوبيوس
- كرنيوس

### التقويم اللوكريسي
تعود جميع التقاويم اللوكريسية المسجلة إلى القرن الثاني قبل الميلاد. امتلكت منطقة أوزوليان لوكريس تقويم فيدرالي خاص بها مكون من اثني عشر شهرًا. يوافق الشهر الأول (بروتوس) من التقويم شهر فوكاتيوس في تقويم دلفي بينما يتشابه تسلسل بقية الأشهر بين التقويمين. سُجِلَت أسماء لأشهر منفصلة في بعض المدن اللوكريسية مثل مدينة أمفيسا وفيسكوس وأويانثيا وتريتيا وتولوفون.

### التقويم المقدوني
- زيوس
- أبيلايوس
- اودنايوس
- بيريتيوس
- ديستروس
- كسانثيكوس
- ارتاميسيوس أو ارتاميتيوس
- دايسيوس
- بناموس
- لويوس
- غوربيايوس
- هبربيريتيوس

### التقويم الرودسي
- آغريونيوس
- بدروميوس
- ثيودوسيووس
- داليوس
- ارتاميتيوس
- بناموس
- بيداجيتنيوس
- هياسينثيوس
- كرنيوس
- ثيسموفوريوس
- سمينثيوس
- ديوثيوس

### التقويم الصقلي
- ثيسموفوريوس
- داليوس
- _
- آغريونيوس
- _
- ثيودوسيووس
- ارتاميتيوس
- _
- بدروميوس
- هياسينثيوس
- كرنيوس
- بناموس

### التقويم الثيسالي
لم يصبح التقويم الثيسالي موحدًا إلا في العصر الروماني بعد أن كان لكل مدينة يونانية تقويمها الخاص بها والمبني على أعيادها الخاصة.
- إيتونيوس
- بناموس
- ثيميستيوس
- اجاجيليوس
- ابولونيوس
- هيرمايوس
- ليستشانوريوس
- افريوس
- ثييوس
- هومولويوس
- هيبودروميوس
- فيليكوس